# Jan Filipiak
Jan Filipiak (ur. 20 sierpnia 1881 w Ośniszczewku, zm. 26 września 1946 w Inowrocławiu) – ksiądz katolicki, działacz niepodległościowy, uczestnik Powstania Wielkopolskiego, zarządca kościoła Św. Trójcy w Bydgoszczy, radca miejski w Bydgoszczy (1920-1928), proboszcz w Panigrodzu i Inowrocławiu, dziekan inowrocławski, kanonik honorowy gnieźnieński.

## Życiorys
Urodził się 20 sierpnia 1887 r. w Ośniszczewku w powiecie inowrocławskim, w rodzinie Józefa, rolnika i Agnieszki z Adamskich. Uczęszczał do szkoły ludowej w Ośniszczewku, a następnie w Pakości. Kształcił się najpierw w gimnazjum w Inowrocławiu, a później w Rogoźnie, gdzie złożył egzamin maturalny. Studiował w seminariach duchownych w Poznaniu i Gnieźnie. Po otrzymaniu w 1909 r. święceń kapłańskich był wikariuszem w Łopiennie, Kłecku, Witkowie.

### Działalność w Bydgoszczy
Od 15 marca 1913 r. był wikariuszem przy kościele farnym w Bydgoszczy. 1 kwietnia 1914 r. został mianowany prebendarzem kościoła Św. Trójcy w Bydgoszczy, a we wrześniu 1916 r. otrzymał tytuł rektora tego kościoła. Stanowisko to piastował do stycznia 1920 r.
Pracę duszpasterską w Bydgoszczy łączył z czynną działalnością na polu narodowym. W 1917 r. wszedł w skład komitetu honorowego obchodów setnej rocznicy śmierci Tadeusza Kościuszki z siedzibą w Poznaniu i czynnie uczestniczył 15 października i 4 listopada t.r. w obchodach tej rocznicy w Bydgoszczy. Z jego pomocą powstała w 1917 1. Drużyna harcerska im. Stanisława Staszica, która prowadziła wychowanie patriotyczne skautów. Był delegatem na Polski Sejm Dzielnicowy w Poznaniu (3–5 grudnia 1918 r.) W okresie powstania wielkopolskiego, jako aktywny działacz społeczny, organizował broń i żywność dla powstańców. W styczniu 1919 r., kiedy w mieście pojawił się Grenzschutz, został ciężko pobity na dworcu bydgoskim przez kolejarzy niemieckich. Tylko dzięki przytomności umysłu i pomocy towarzyszącego mu aptekarza Władysława Kużaja uszedł z życiem.
Po utworzeniu w lipcu 1919 r. Podkomisariatu Naczelnej Rady Ludowej na Obwód Nadnotecki z siedzibą w Bydgoszczy, stał się jednym z najbliższych współpracowników podkomisarza Melchiora Wierzbickiego. Jako kierownik wydziału szkolnego Podkomisariatu w bardzo krótkim czasie zdołał przygotować odpowiednią liczbę polskich nauczycieli dla szkół bydgoskich. Doprowadził do wprowadzenia lekcji języka polskiego do niemieckich szkół na podległym mu terenie. Był również delegatem polskim przy deputacji szkolnej magistratu.
15 stycznia 1920 r. powierzono mu kierownictwo państwowego polskiego seminarium nauczycielskiego, którego dyrektorem pozostał do 1928 r. 19 stycznia 1920 r. wchodził w skład delegacji polskiej przejmującej Bydgoszcz dla Polski z rąk niemieckich. 4 sierpnia 1920 r. został mianowany członkiem tymczasowej Rady Miejskiej i komisarycznym radcą miejskim. Podlegały mu urzędy stanu cywilnego, opieka nad młodzieżą, szkoły dokształcające i zawodowe dla handlu i przemysłu oraz Biblioteka Miejska. W końcu grudnia 1921 r. bydgoska Rada Miejska wybrała go na stanowisko II niepłatnego radcy miejskiego na okres 6 lat. Powtórnie na to stanowisko wybrano go w 1925 r. Jako radca kierował decernatem szkolnictwa. Od lipca 1925 r. był stałym przedstawicielem magistratu bydgoskiego przy Wojewódzkiej Radzie Opieki Społecznej w Poznaniu.
Przez cały okres pobytu w Bydgoszczy współpracował z różnymi towarzystwami robotniczymi. Brał czynny udział w życiu kulturalnym i społecznym miasta. Od 1916 r. był członkiem zwyczajnym Poznańskiego Towarzystwa Przyjaciół Nauk. Był również członkiem Bractwa Strzeleckiego w Bydgoszczy. Brał również udział w życiu gospodarczym. W 1916 r. był członkiem rady nadzorczej Banku Ludowego, a w latach 1920–1939 wchodził w skład kilku rad nadzorczych spółek akcyjnych, m.in. Karbidu Wielkopolskiego S.A., Drukarni Bydgoskiej S.A. (prezes w latach 1928–1931).
W 1928 r. wyczerpany wzmożoną działalnością publiczną, poprosił władzę duchowną o przeniesienie na probostwo. Jego działalność w Bydgoszczy została oceniona bardzo wysoko. Uznano, iż jego odejście jest dla Bydgoszczy dotkliwą stratą. Podkreślano zwłaszcza jego zasługi w dziedzinie szkolnictwa.

### Proboszcz i dziekan
W latach 1928–1939 był proboszczem w Panigrodzu w powiecie wągrowieckim i dziekanem w Łeknie. Podczas okupacji hitlerowskiej przebywał w Wągrowcu. Po wyzwoleniu krótko przebywał w Kościelcu Kujawskim, a od 15 marca 1945 r. był administratorem parafii Św. Mikołaja w Inowrocławiu oraz dziekanem dekanatu Inowrocław II. Podniesiony został do godności kanonika honorowego kapituły metropolitarnej gnieźnieńskiej. Zmarł 26 września 1946 w Inowrocławiu.

## Ordery i odznaczenia
- Krzyż Oficerski Orderu Odrodzenia Polski (28 kwietnia 1926)[1]

## Upamiętnienie
Jego imię nosi jedna z ulic Osiedla Niepodległości w dzielnicy Fordon w Bydgoszczy.